# Lepidotrigla deasoni
Lepidotrigla deasoni är en fiskart som beskrevs av Herre och Calvin Henry Kauffman 1952. Lepidotrigla deasoni ingår i släktet Lepidotrigla och familjen knotfiskar. Inga underarter finns listade i Catalogue of Life.